# Zarafxan
Zarafxan o Zerafxan (també Zarafshan o Zarafshon, tadjik Дарёи Зарафшон, uzbek Zarafshon, del mot persa زرافشان zar-afshān, que significa "el que ruixa l'or") és un riu i una vall de l'Àsia central, avui dia a Tadjikistan i l'Uzbekistan. Antigament fou anomenat riu de Sogdiana i pels àrabs Nahr Sughd, i també riu de Bukharà. El nom Zarafxan apareix a partir del segle xviii.
El riu neix a les muntanyes Buttaman (avui dia muntanyes del Turquestan que separen la vall del Zarafshan de la vall del Sirdarià) i corre cap a l'oest. Les muntanyes d'Hissar separaven la vall dels rius que corrien cap al sud a través del Čaghaniyan cap a l'Amudarià superior. L'aigua del riu era emprada pel reg per diverses viles incloent Panjakent, Samarcanda i Bukharà (o més exactament els terrenys agrícoles que les envolten). Actualment el riu desapareix al final del seu curs a les maresmes i al desert abans d'arribar al Amudarià mitjà.